# Zgorevalna komora
Zgorevalna komora je del motorja, kjer poteka zgorevanje goriva.

## Motorji na notranje zgorevanje
Proces zgorevanja poveča energijo plina, zviša se temperatura, tlak in volumen, odvisno od konfiguracije. Pri batnem motorju se kontrolira volumen, zgorevanje poveča tlak. V pretočnem motorju, kot je npr. plinska turbina ali turboreaktivni motor se kontrolira tlak, zgorevnje poveča volumen.
Zvišanje tlaka ali volumna se lahko uporabi za pridobivanje mehanskega dela ali pa za potisk pri turboreaktivnem motorji. 

## Plinske turbine
Pri plinskih turbinah, turboreaktivnih, turboventilatorskih, turbopropelerskih in turbogrednih motorjih se uporabljajo različni tipi zgorevalne komore.
Pri načrtovanju je treba upoštevati probleme s področja termodinamike, mehanike fluidov, metalurgije. Toplotna moč zgorevalnika je do 1000 krat večja od industrijskih peči . Pri motorju RB211 s potiskom 270 kN znaša okrog 120 MW, pri plinski turbini LMS100 pa čez 210 MW .
Konstrukcija zgorevalnika zelo vpliva na zmožnost zagona motorja in pospeševanje. Zagotovljen mora biti zagon tudi na veliki višini in vnosu vode v motor. Temperatura plamena dosega tudi 1900 °C, kar močno presega zmožnosti materiala iz katerega je narejena zgorevalna komora. Zato jo je treba hladiti z zrakom iz kompresorja s t. i. filmskim hlajenjem. Na stenah plašča zgorevalne komore so luknjice za sekundarni kompresorski zrak, ki razvije tanek zaščitni plašč in tako prepreči taljenje stene. 

## Tipi zgorevalne komore:
- Cevasta (ang. can type) zgorevanje poteka v posameznih majhnih komorah razporejene v krogu okoli glavne osi motorja, vsaka cev ima svoj injektor, svečko, dotok zraka in ohišje. Primarni zrak iz kompresorja gre v posamezne cevi, kjer se upočasni, zmeša z gorivom in vžge, sekundarni zrak iz kompresorja za zračno hlajenje stene komore. Cevaste komore so lažje za vzdrževanje, uporabljale so se v prvih plinskih turbinah, so pa težje in se ne uporabljajo na modernih letalih. Nekateri turbogredni motorji in velike enogredne plinske turbine na zemeljski plin uporabljajo ta način. Od vseh imajo največji padec tlaka 7%. Omogoča pa manj škodljivih emisij in bolje izkoristijo prostor

- Obročasto/Cevasta (ang. Cannular) kot cevasta ima posamezne majhne komore s posameznimi injektorji, imajo pa skupno ohišje za zrak (annulus). Vsaka komora ne služi kot tlačna posoda, kot pri cevasti. Komore lahko med seboj "komunicirajo", izhodne temperature so bolj enakomerne, kar je ugodno za vstop v turbino. Tudi ni potrebe, da ima vsaka komora vžigalno svečko, plamen lahko potuje sam. Ta tip komore je lažji od cevaste in imam manjši padec tlaka (6%). Je pa ta tip komore težji za vzdrževanje od cevaste. Primeri motorjev so turboreaktivni General Electric J79, turboventilatorski motorji Pratt & Whitney JT8D in Rolls-Royce Tay.

- Obročasta (ang. annular type) je najbolj pogost tip komore, zgorevanja poteka v enem skupnem obroču, ni več posameznih komor. Te zgorevalne komore so lažje, manjše in preprostejše. Zgorevanje je bolj enakomerno, bolje enakomerne so tudi izhodne temperature. Manjši je tudi padec tlaka 5%, manj kot pri drugih dveh. To komoro uporablja turboventilatorski motor CFM International CFM56. Veliko modernih motorjev uporablja ta način in razvoj poteka v izboljšanju tegqa tipa, npr. zmanjšanje emisij NOx. Obstajajo tudi dvojne obročaste komore (ang. Double Annular Combustor - DAC), ki so isto brez pregrad kot obročaste, en del komore se uporablja za manjše moči, ob večjih močeh se uporablja cela komora.

Le 20-25% zraka , ki vstopi v zgorevalno komoro se uporabi za zgorevanje, ostalih 75-80% sta hladni sekundarni in terciarni zrak, ki znižata temperaturo izpušnih plinov pred vstopom v turbino. Zgorevanje poteka v razmerju mas zraka in goriva A/F  = 50:1 pri bogati zmesi (polna obremenitev)  in 150:1 pri siromašni zmesi. Turbinski motorji potrebujejo nekajkrat več zraka za isto moč kot batni motorji. Nižje temperature pred vstopom v turbino sicer pomenijo manjši izkoristek, vendar bi v nasprotnem primeru uničili motor. 

## Glavni kriteriji za načrtovanje zgorevalne komore
- gorivo mora čim bolj popolno zgoreti, ostati mora čim manj neizgorelih ogljikovodikov (goriva)
- stabilno delovanje pri vseh režimih leta in na vseh višinah
- majhne izgube tlaka v zgorevalni komori
- enakomerna porazdelitev toplote
- čim manj vročih točk (Hot Spots)
- čim lažji zagon in ponovni zagon v letu v primeru izgube plamena
- čim manj sajastega dima in škodljivih plinskih emisij.